# Винт с пятилепестковым шлицем

Винт с пятилепестковым шлицем (англ. the pentalobe security screw в соответствии с номенклатурой изделий Apple), а также отвертка с пятиконечным выступом представляет собой пятиконечную защищенную от несанкционированного доступа систему крепления деталей, используемую, помимо прочего, Apple в своих продуктах. Винты pentalobe были приняты Apple на вооружение с 2009 года, когда они впервые были реализованы в 15-дюймовом MacBook Pro. С тех пор они использовались на других моделях MacBook Pro, MacBook Air и iPhone. Apple вызвала критику после введения пятилепесткового винта; некоторые расценили это как попытку ограничить доступ людей к принадлежащим им устройствам, привязав их к производителю. Ответной реакцией стало широкое распространение недорогих пятилепестковых отверток сторонних производителей.
Размеры винтов pentalobe включают TS1 (0,8 мм, используется на всех iPhone, начиная с iPhone 4), TS4 (1,2 мм, используется на MacBook Air и MacBook Pro с дисплеем Retina) и TS5 (1,5 мм, используется на MacBook 2009 г.). Про аккумулятор). Обозначение TS неоднозначно, поскольку тот же префикс TS используется для инструмента к шлицам Torq-set.

## Примечание
1. ↑  Apple’s Diabolical Plan to Screw Your iPhone | iFixit News. iFixit (31 мая 2023). Дата обращения: 31 мая 2023. Архивировано 31 мая 2023 года.
2. ↑  Chris Foresman. Apple "screwing" new iPhones out of simple DIY repair (амер. англ.). Ars Technica (20 января 2011). Дата обращения: 31 мая 2023. Архивировано 31 мая 2023 года.
3. ↑  Bill Ray. The cost of beating Apple's shrewd screws? £2 (англ.). www.theregister.com. Дата обращения: 31 мая 2023. Архивировано 31 мая 2023 года.